# Allyson Carroll
Allyson Carroll (5 settembre 1988) è un'ex snowboarder statunitense.

## Palmarès

### Coppa del Mondo
- Miglior piazzamento nella Coppa del Mondo generale di freestyle: 14ª nel 2011
- Vincitrice della Coppa del Mondo di big air nel 2011
- 1 podio:
  - 1 vittoria

#### Coppa del Mondo - vittorie
| Data             | Luogo   | Paese  | Disciplina |
| ---------------- | ------- | ------ | ---------- |
| 26 febbraio 2011 | Calgary | Canada | SBS        |

Legenda:

SBS = Slopestyle